# 牛传染性胸膜肺炎
牛传染性胸膜肺炎（Contagious Bovine Pleuropneumonia，缩写CBPP），又称为牛肺疫，是一种由丝状支原体丝状亚种引起的严重传染病，主要影响牛属动物。该病以肺小叶间淋巴管浆液-渗出性纤维素性炎和浆液纤维素性胸膜炎为其特征。被世界动物卫生组织（World Organisation for Animal Health，WOAH）列为必须报告传染病。

## 临床表现
牛肺疫的临床表现通常为一种渐进性过程，包括超急性、急性和慢性阶段，有时也表现为亚临床感染。自然感染的潜伏期长短不一，最长可达207天，最短仅有5天，这与宿主的健康状态和病原载量有关。病理学上表现为肺部病变，包括渗出性炎症和胸膜炎，严重影响呼吸功能。

## 流行病学
该病源于欧洲，19世纪后半叶随着牛只贸易的进行逐渐传入美国、澳大利亚及非洲，并于20世纪初传入亚洲。在非洲撒哈拉以南地区，牛肺疫仍然呈地方性流行。一些亚洲国家由于缺乏有效的监测数据，该病的流行情况尚不明确。

## 防控措施
主要防控方法是采取扑杀感染牛和阳性牛来彻底消灭该病。另一种方法是采取疫苗免疫和扑杀感染牛的方式。